# Академско позориште СКЦ Ниш
Академско позориште СКЦ Ниш једно је од аматерских позоришта студената Универзитета у Нишу настало у сталној потрази младих за новим вредностима у култури и уметности. Под окриљем Студентског Културног Центра Ниш, ово позориште, смело наступа у свом раду и окупља младе глумце и позоришну публику око занимљивих алтернативних позоришних пројеката.

## Положај и простор
Представе Академског позоришта играју се на Камерној сцени Студентског Културног Центра Ниш која се налази у згради Универзитета, у Шуматовачкој бб. Оно што чини јединственост овог простора, је камерна сцена за око 50-так места. Због близине гледалаца и глумаца, позориште даје посебан доживљај сваком уметничком остварењу и ствара утисак код гледалалца да су и они део сценске представе.

## Опште информације
Кроз позориште данас пролази велики број чланова а током година смењују се генерације младих али и искусних глумаца, аматера и професионалаца. Многи су после својих академских почетака каријере успешно наставили у Луткарском и Народном позоришту у Нишу и на другим позоришним сценама у Србији.
Академско позориште препознатљиво је по свом репертоару. Нове и старе представе као и сами глумци кроз своје улоге, стално доносе награде и признања на фестивалима у земљи и иностранству. Уметнички руководилац позоришта је Милош Цветковић.

## Историја
Све је почело када су се у Нишу, граду најразличитијим културних трендова 1960-тих година, почели да окупљају млади уметници око тада водећег студентског часописа „Младост", који је доносио новости о актуелној музичкој, филмској и позоришној уметности. то окупљање је било пресудно прво за оснивање камерне сцене „М" 1964. године, а касније и камерне сцене данашњег Академског позоришта СКЦ Ниш.
На камерној сцени се могло видети све оно што тада није никако могло да буде играно на сцени Народног позоришта у Нишу. Били су то савремени комади који су камерну сцену испрофилисали као алтернативно позориште, што је оно остало до данас.
Средином 1970-тих камерне сцене „М", са својим представама учествује на фестивалима у тадашњој Југославији и иностранству и односи многобројне награде. Међу представама посебно су се истакла дела: „Бајка о Де Саду", „Сан летње ноћи", „Шок препознавања", "Маслачак и ретард", "Породичне приче", "Лилика", "Нада из ормара", "У пламену страсти" итд.
Званичним оснивањем Академског позоришта СКЦ Ниш, коеј се догодило 1991.године, мења дотадашње име позоришта.
Из Академског позоришта потекли су многи добри глумци и редитељи, као што су Танасије Узуновић, Младен Недељковић, Кокан Младеновић и други. Та традиција се наставља, тако да сваке године по неколико полазника школе глуме Академског позоришта уписује престижни Факултет драмских уметности у Београду.

## Фестивал „Урбан фест” у СКЦ Ниш
Студентски културни центар Ниш са својим Академским позориштем организатор је Међународни фестивал студентских позоришних сцена - "УРБАН ФЕСТ", интернационалног фестивала студентских омладинских позоришта који има за циљ има афирмацију алтернативне позоришне сцене и презентацију позоришног стваралаштва у региону.
Кроз фестивал је, током година, прошло преко 1.000 учесника (глумаца, редитеља, сценариста,...) Представе су се играле у Позоришту лутака у Нишу, на Камерној сцени СКЦ-а, а од 2011. године ЦЕО ГРАД ЈЕ ПОЗОРНИЦА. Представе су се играле под ведрим небом на просторима широм града, на територијама свих пет градских општина (тргови, паркинзи, паркови, дворишта, летње позорнице). До сада су на фестивалу гостовале представе академских позоришта из Словеније, Хрватске, Босне и Херцеговине, Македоније, Бугарске, Грчке и више градова Србије.
У оквиру фестивала су предвиђене и многе пратеће активности:
- Једнодневне радионице,
- округли столови,
- представљање нових студентских текстова,
- учешће студената у публиковању фестивалског билтена.